# Лос-Альтос-Хилс
Лос-Альтос-Хилс (англ. Los Altos Hills) — город в округе Санта-Клара в штате Калифорния в Соединённых Штатах Америки.
Согласно данным переписи населения США 2020 года число жителей города 
составляло 8489 человек, что, для такого небольшого населённого пункта, существенно больше (+ 7.2%), чем было во время предыдущей переписи проводившейся в 2010 году (7922 человек).

## История
27 января 1956 года поселение было инкорпорировано и включено в реестр штата Калифорния, благодаря чему некорпоративное сообщество Лос-Альтос-Хилс официально получил статус города.
Почтовый индекс Лос-Альтос-Хиллз 94022 появился в списке Forbes самых дорогих почтовых индексов Америки за 2017 год; он занял 3 место среди самых дорогих в Соединенных Штатах со средней ценой дома в 7 755 000 долларов.
В 2019 году информационное агентство Bloomberg поставило Лос-Альтос-Хиллс на четвертое место среди самых богатых городов в Соединенных Штатах.
В Лос-Альтос-Хиллс действует запрет на коммерческую недвижимость, который был поддержан Апелляционным судом Калифорнии (Первый округ) в 1973 году. Два розничных коммерческих предприятия города — книжный магазин на территории кампуса Колледжа Футхилл и сувенирный магазин на территории монастыря Непорочного Сердца. В городе нет почтового отделения или библиотеки и доставка почты осуществляется из близлежащего Лос-Альтоса.
Город заключает контракты с округом Санта-Клара на оказание полицейских и пожарных услуг, что делает его так называемым «контрактным городом» в соответствии с законодательством Калифорнии.

## География
Город расположен на группе небольших холмов. Через город проходят разломы Альтамонт и Монта-Виста.
Согласно данным представленным Бюро переписи населения США, общая площадь города составляет 8,8 квадратных мили (23 км2) и вся она представляет собой сушу.